# Рё
Рё (фр. Reux) — коммуна во Франции, находится в регионе Нижняя Нормандия. Департамент коммуны — Кальвадос. Входит в состав кантона Пон-л’Эвек. Округ коммуны — Лизьё.
Код INSEE коммуны — 14534.

## Население
Население коммуны на 2010 год составляло 348 человек.
| 1962 | 1968 | 1975 | 1982 | 1990 | 1999 | 2010 |
| ---- | ---- | ---- | ---- | ---- | ---- | ---- |
| 212  | 229  | 214  | 207  | 263  | 251  | 348  |

## Экономика
В 2010 году среди 243 человек трудоспособного возраста (15—64 лет) 192 были экономически активными, 51 — неактивными (показатель активности — 79,0 %, в 1999 году было 79,9 %). Из 192 активных жителей работали 180 человек (91 мужчина и 89 женщин), безработных было 12 (5 мужчин и 7 женщин). Среди 51 неактивных 17 человек были учениками или студентами, 25 — пенсионерами, 9 были неактивными по другим причинам.